# Membri ai Academiei Române - F
Aceasta este o listă a tuturor membrilor Academiei Române ale căror nume încep cu litera F, începând cu anul înființării Academiei Române (1866) până în prezent.
- Ion Făgărășanu (1900 - 1987), medic, membru titular (1963)
- Ștefan Fălcoianu (1835 - 1905), general, matematician, istoric, membru titular (1876)
- Anastasie Fătu (1816 - 1886), medic, botanist, membru titular (1871)
- Iacob Felix (1832 - 1905), medic, membru titular (1879)
- Ferdinand (Victor Adalbert Meinard) de Hohenzollern-Sigmaringen (1865 - 1927), rege, membru de onoare (1890)
- Florin Gheorghe Filip (n. 1947), inginer, membru titular (1999)
- Gheorghe Em. Filipescu (1885 - 1937), inginer, membru corespondent (1936)
- Ion P. Filipescu (1927 - 2002), jurist, membru titular (1993)
- Miltiade Filipescu (1901 - 1993), geolog, paleontolog, membru titular (1963)
- Ioan Constantin Filitti (1879 - 1945), istoric, jurist, diplomat, membru corespondent (1915)
- Mircea Flonta (n. 1932), filosof, membru titular (2021)
- Mihail Florescu (1912 - 2000), inginer chimist, membru corespondent (1974)
- Mircea Florian (1888 - 1960), filosof, ales post-mortem (1990)
- Octavian Fodor (1913 - 1976), medic, membru titular (1974)
- Gheorghe Marin Fontanin (1825 - 1886), profesor, membru titular (1870)
- George Fotino (1896 - 1969), jurist, istoric, membru corespondent (1945)
- Iustin Ștefan Frătiman (1870 - 1927), istoric, membru corespondent (1919)
- Aram Frenkian (1898 - 1964), filolog, filozof, membru post-mortem (2006)
- Erwin M. Friedländer (1925 - 2004), fizician, membru de onoare (2003)